# Cultura Pucará
```
   [[Categoria:Estados extintos da América do Sul|Cultura Pucará, 
200 a.C.
]]
```

A Cultura Pucará foi uma cultura pré-incaica que se desenvolveu no altiplano do atual departamento peruano de Puno.

## Histórico
O assentamento de Pucará, com uma extensão aproximada de 6 quilômetros quadrados, constituiu o primeiro assentamento urbano do altiplano lacustre, às margens do lago Titicaca. Já a partir do primeiro século de nossa era, a maioria da população da bacia setentrional do Titicaca foi influenciada por essa cultura. Durante Período Formativo Intermediário as aldeias foram abandonadas e a maioria da população se mudou para Pucará até fase final do Período Formativo. Com base na pesquisa intensiva em nível local, Pukara se expandiu até cobrir uma área de mais de 200 hectares no seu apogeu durante a fase final do Período Formativo.
Sua influência, chegou ao norte até o vale de Cusco e ao sul até Tiahuanaco. Na costa do Pacífico, evidências da cultura Pucará foram encontradas nos vales de Moquegua e Azapa (Arica , Chile), embora haja evidências de sua presença na região de Iquique (Tarapacá, Chile) e até mesmo na foz do rio Loa (Antofagasta, Chile).
Pucará representou, na bacia setentrional do Lago Titicaca, o controle total do homem sobre o meio ambiente, uma vez que não apenas todos os recursos naturais disponíveis foram controlados, mas também novos foram criados. Os "camellones", que permitiram a agricultura nas várzeas às margens do Lago Titicaca e asseguraram ama agricultura intensiva.
A domesticação da alpaca para obtenção de lã selecionada, hipótese parcialmente confirmada pela presença de grande quantidade de ossadas de animais adultos nas escavações. De qualquer forma, é evidente que o tecido desempenhou um papel muito importante na economia urbana, e foi usado como moeda de troca a longa distância.
Durante este período, adquiriram-se conhecimentos complexos sobre hidráulica e construção e é a partir daí que os habitantes do Altiplano passam a controlar diretamente diferentes níveis ecológicos, estabelecendo colônias permanentes no vale andino tanto em Cusco como em Moquegua, assim como nas encostas ocidentais dos Andes. Estratégia de desenvolvimento similar foi posteriormente utilizada e aprimorada pela  Cultura de Tiahuanaco.

## O núcleo principal: Pucará

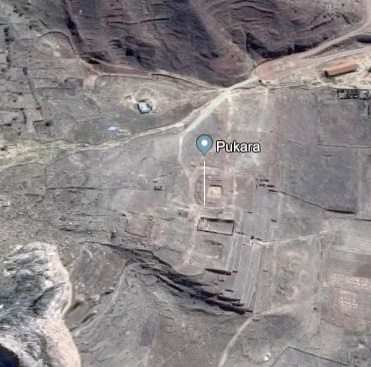
Vista aerea das ruinas de Pucara

A Cultura Pucará caracterizava-se por uma hierarquia de assentamentos composta por um núcleo principal, vários centros menores e aldeias dispersas na bacia setentrional do Lago Titicaca.
Pucará era o núcleo principal e estava constituído por uma série de elementos construtivos característicos:
- Uma densa área onde se localizavam pequenas casas rústicas com piso circular, feito de pedras unidas com argamassa de lama. A densidade dessas casas reflete uma ocupação permanente e compacta.
- Um conjunto de estruturas domésticas muito complexas organizadas em recintos fechados espalhados pelo antigo terraço aluvial; que indicam especialização e hierarquia dentro do assentamento.
- Três conjuntos de estruturas massivas não domésticas.
- Seis construções de forma piramidal escalonada truncada de caráter cerimonial que refletiam uma grande concentração de mão de obra e acesso a excedente alimentar suficiente para mantê-la, além do conhecimento técnico para sua construção e da organização social e política para sua manutenção.
- Um último setor constituído pelo cemitério.

Pucará estava localizada no centro de áreas de produção alternativas. Os planaltos do Titicaca são imprevisíveis devido às alternâncias climáticas diárias, bem como às irregularidades do regime de chuva. As regiões localizadas nas margens do lago e no leste do altiplano são mais estáveis e produtivas; enquanto as do norte e do oeste são mais instáveis e de menor desempenho. A localização de Pucará no centro desses dois eixos permitiu acesso imediato a qualquer uma das alternativas, superando qualquer deficiência produtiva e minimizando os riscos.

### Pirâmide de Kalassaya

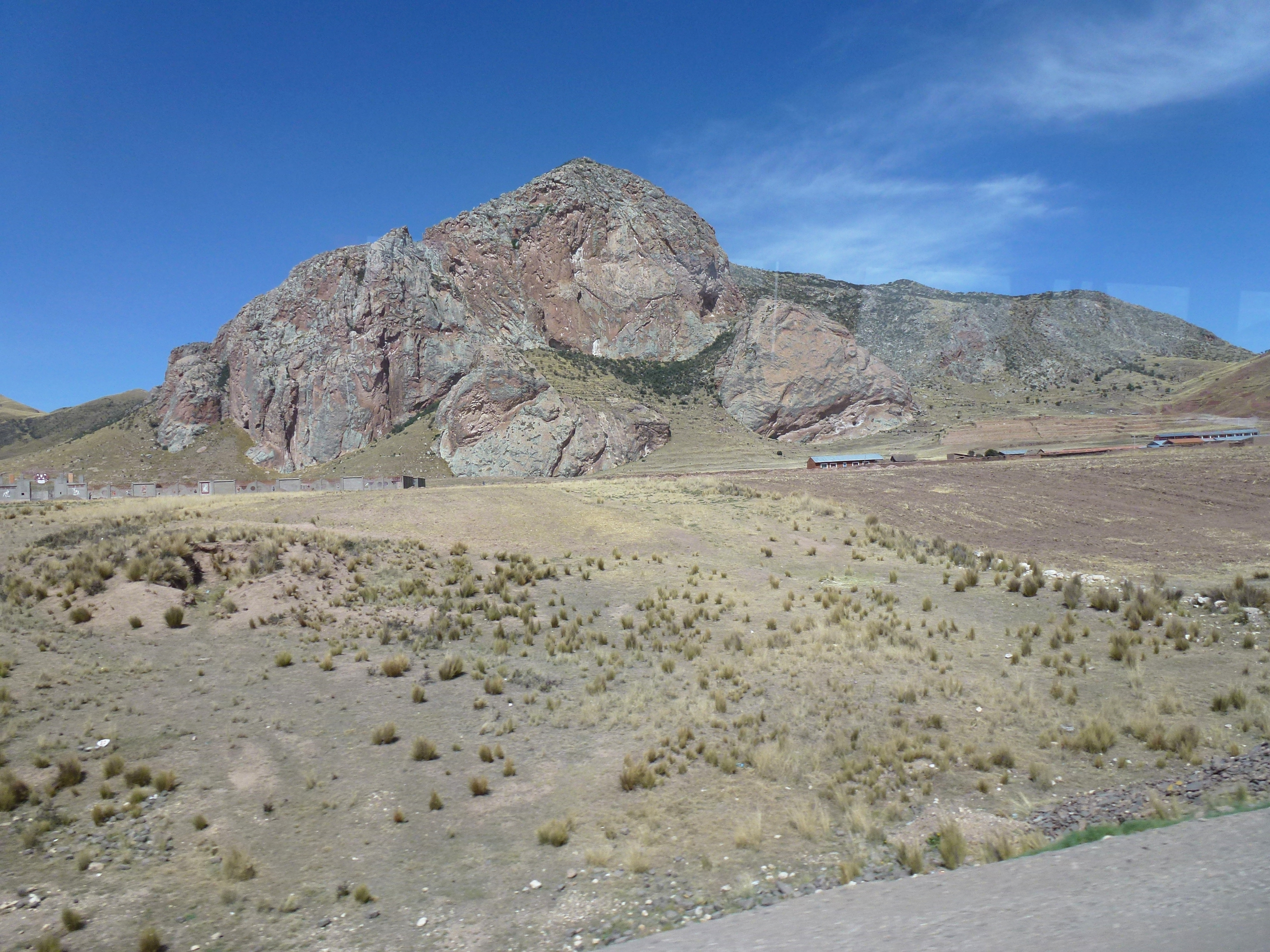
Afloramento de arenito rosa em Pucara

A estrutura mais importante é a Pirâmide de Kalassaya, com 300 m de comprimento, 150 m de largura e 30 m de altura, em Pukara.
A Pirâmide de Kalassaya era constituída de plataformas revestidas de pedras encimado por três complexos administrativos que se encontravam abaixo do nível das plataformas. Ficava situado na base de um afloramento maciço de arenito rosa e era cercado por várias praças, plataformas e montes artificiais. A periferia do local era constituída por uma arquitetura residencial mais modesta e densas regiões com detritos de produção e fragmentos de bens acabados.

### Pampa Central
O setor de Pampa Central serviu a várias funções dentro do Núcleo Cerimonial Cívico durante o Período Formativo Superior, esse período de tempo pode ser subdividido em fase inicial, médio (ou clássico) e tardio de Pukara. No Período Pukara Inicial, a Pampa Central servia como uma praça usada para a preparação e consumo de refeições domésticas. A praça continha uma versão anterior de Kalassaya a oeste e uma plataforma monumental ao norte. Durante o subsequente Período Pukara Médio, o Pampa foi transformado em uma área residencial, com evidências de atividades domésticas, produção artesanal de pequena escala e atividades rituais em uma série de componentes arquitetônicos. Durante este período, o Kalassaya foi significativamente expandido, a plataforma foi reconstruída e cortes em baixo relevo foram construídos nas plataformas mais altas. Pelo menos dois montes com plataformas secundárias foram construídos ao norte e ao sul durante esse período. Estudiosos afirmam que as transformações em larga escala dos Kalassaya e do Pampa Central refletiam uma mudança das estratégias de liderança inclusivas para as exclusivas ao longo do Período Tardio de Pukara.